# Spherillo boholensis
Spherillo boholensis är en kräftdjursart som beskrevs av Gustav Budde-Lund 1904. Spherillo boholensis ingår i släktet Spherillo och familjen Armadillidae. Inga underarter finns listade i Catalogue of Life.